# Фаргейль, Анаис
Анаис Фаргейль (фр. Anaïs Fargueil; 21 марта 1819, Тулуза — 8 апреля 1896, IX округ Парижа) — французская актриса

.

## Биография
Анаис Фаргейль родилась 21 марта 1819 года в городе Тулузе в семье актёра местного театра Поля Фаргейля, благодаря которому она начала играть на сцене уже с четырёхлетнего возраста.
В 1825 году она вместе со своими родителями переехала в столицу Франции город Париж и вскоре поступила в Высшую парижскую национальную консерваторию драматического искусства в классы тенора Луи-Антуана-Элеонора Поншара и композитора Огюста Матьё Пансерона; благодаря их наставничеству она получила первую премию за пение.
Приверженная «Опера-Комик», А. Фаргейль дебютировала в «Маркизе» Адольфа Адама. Она отказалась от оперы в пользу театра и начала работать в «Théâtre du Vaudeville» в 1836 году. Она оставила его ради «Théâtre du Gymnase Marie-Bell» и гастролировала по провинции и за границей. Она вернулась в Театр дю Водевиль в 1850 году. В 1852 году Париж восхищался её игрой в пьесе «Les Filles de marbre». 
Фаргейль оставила театральные подмостки и вышла на пенсию в 1883 году.
Анаис Фаргейль умерла 8 апреля 1896 года в городе Париже и была похоронена на кладбище Монмартр.